# Колесо Лакси

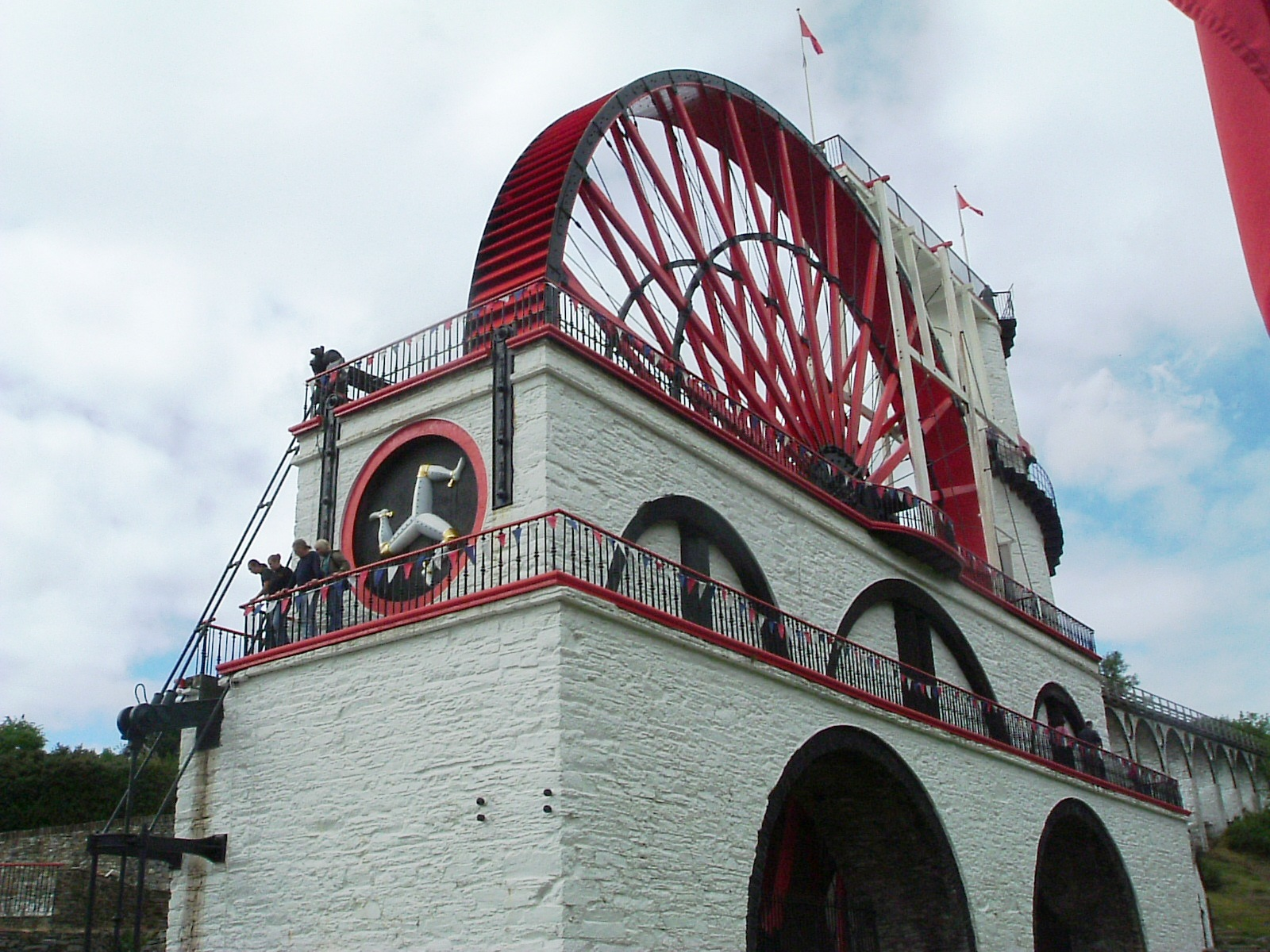
Колесо Лакси

Колесо Лакси (мэн. Queeyl Vooar Laksaa), известно также как Леди Изабелла, — это большое водяное колесо, построенное в посёлке Лакси на острове Мэн в 1854 году местным талантливым архитектором Джоном Кейсментом, которое до сих пор считается[кем?] самым большим в мире.
Диаметр колеса 72 фута 6 дюймов (22,10 м), окружность 227 футов (69,18 м), ширина 6 футов (1,83 м).

## История
Колесо Лакси было построено в 1854 году для откачки воды из шахты, позже получило название «Леди Изабелла» в честь жены лейтенанта Хоупа, который в то время являлся губернатором острова. Колесо приводило насос с участка Глен-Мур, который входил в индустриальный комплекс Great Laxey Mines. В шахте работали свыше 600 горняков, добывая свинец, медь, серебро и цинк вплоть до закрытия шахты в 1929 году.
В 1965 году правительство купило участок и колесо на нём. После реставрации в 1989 году колесо было передано под управление Manx National Heritage.
Ещё во времена работы шахт туристы часто посещали это колесо.

## В нумизматике
- Колесо Лакси изображено на монете острова Мэн номиналом 5 пенсов.